# Годофред Вейс
Вейс Годофред (Вейссіус, Weissius, Weise 1659—1697) — німецький історик.
Автор «Історичної дисертації про козаків» (латинською мовою), яку захистив 7 червня 1684 на філософському факультеті Лейпцизького університету і того самого року видав окремою брошурою. У праці є низка легендарних відомостей, зокрема твердження, що найстарша писемна згадка про козаків належить до 1206. Перші козацькі повстання висвітлено на основі тенденційної книги Рейнольда Гайденштайна — секретаря польських королів Стефана Баторія і Сигізмунда III Ваза. Попри те, що його симпатії були на боці панівних кіл Речі Посполитої, Годофред відзначив волелюбність козаків, підкреслив їхні заслуги у захисті європейських країн від турецько-татарської навали, нагадав про участь козаків в обороні Відня від турків 1683. В літературі висловлювалася думка, що автором дисертації був інший німецький історик, можливо, Йоганн Міллер.